# Volkswagen T-Cross
Le Volkswagen T-Cross est un crossover urbain produit par le constructeur automobile allemand Volkswagen à partir de décembre 2018, sur la base de la Volkswagen Polo VI. Il rejoint dans la gamme des SUV Volkswagen le T-Roc (produit à partir de 2018), le Tiguan II (renouvelé en 2016) et le Touareg III (de 2018).
Il reçoit également les appellations Volkswagen Tacqua et Volkswagen Taigun sur certains marchés.

## Présentation

### Phase 1
Le Volkswagen T-Cross est un crossover urbain présenté le 25 octobre 2018 avant une commercialisation à partir du 19 avril 2019. Il est en concurrence avec les Renault Captur, Peugeot 2008 ou Seat Arona. Comme les autres SUV de la gamme Volkswagen, son nom commence par un "T" (T-Cross, T-Roc, Tiguan, Touareg,...).

### Phase 2
En juillet 2023, Volkswagen présente en images le restylage du T-Cross commercialisé début 2024. La calandre s'élargit et se pare d'une barre de LED tandis que le pare-chocs possède des ouvertures latérales triangulaires et les feux arrière se dotent aussi de LED en forme de X qui traverse le milieu.

## Caractéristiques

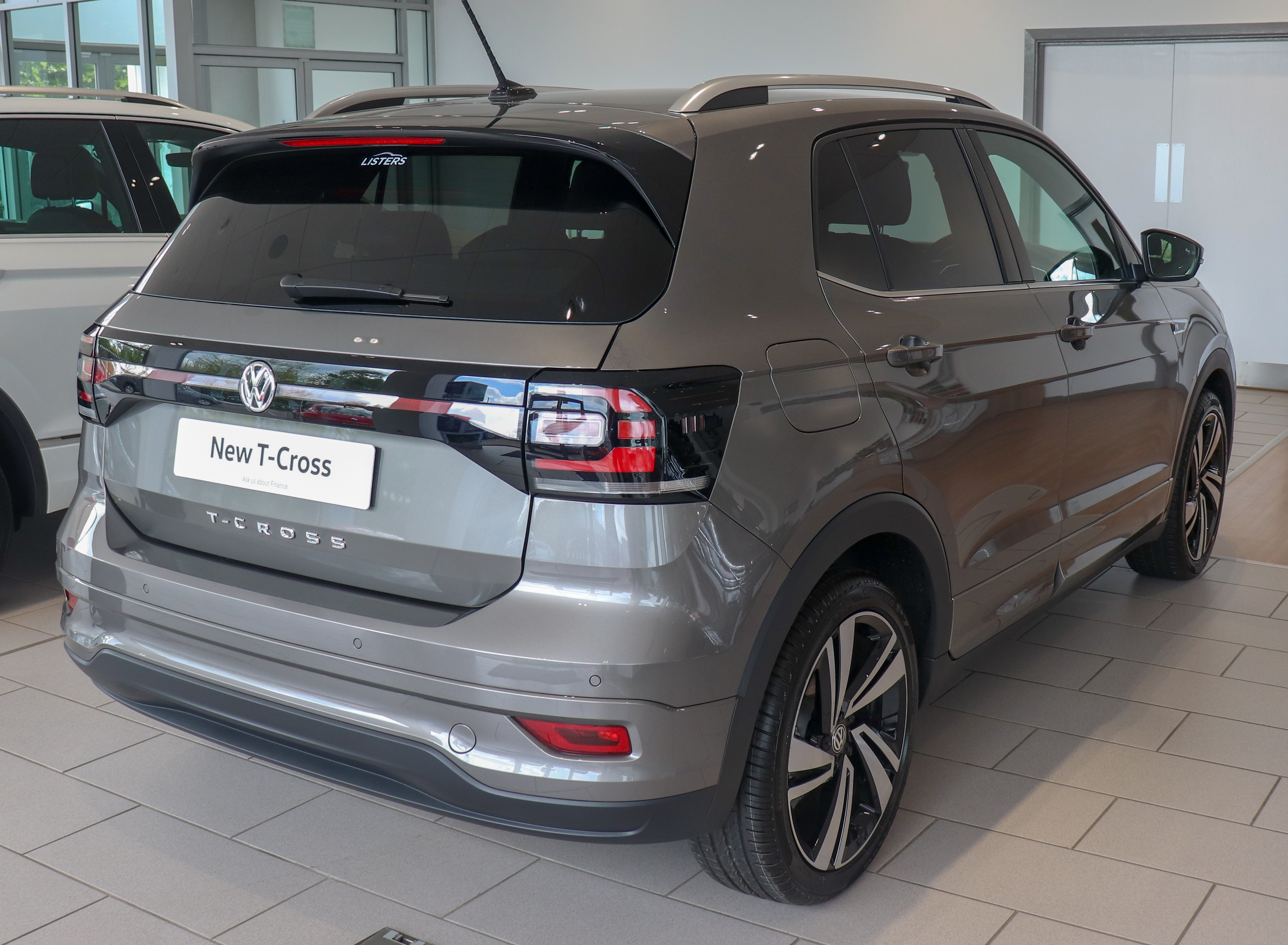
T-Cross R-Line

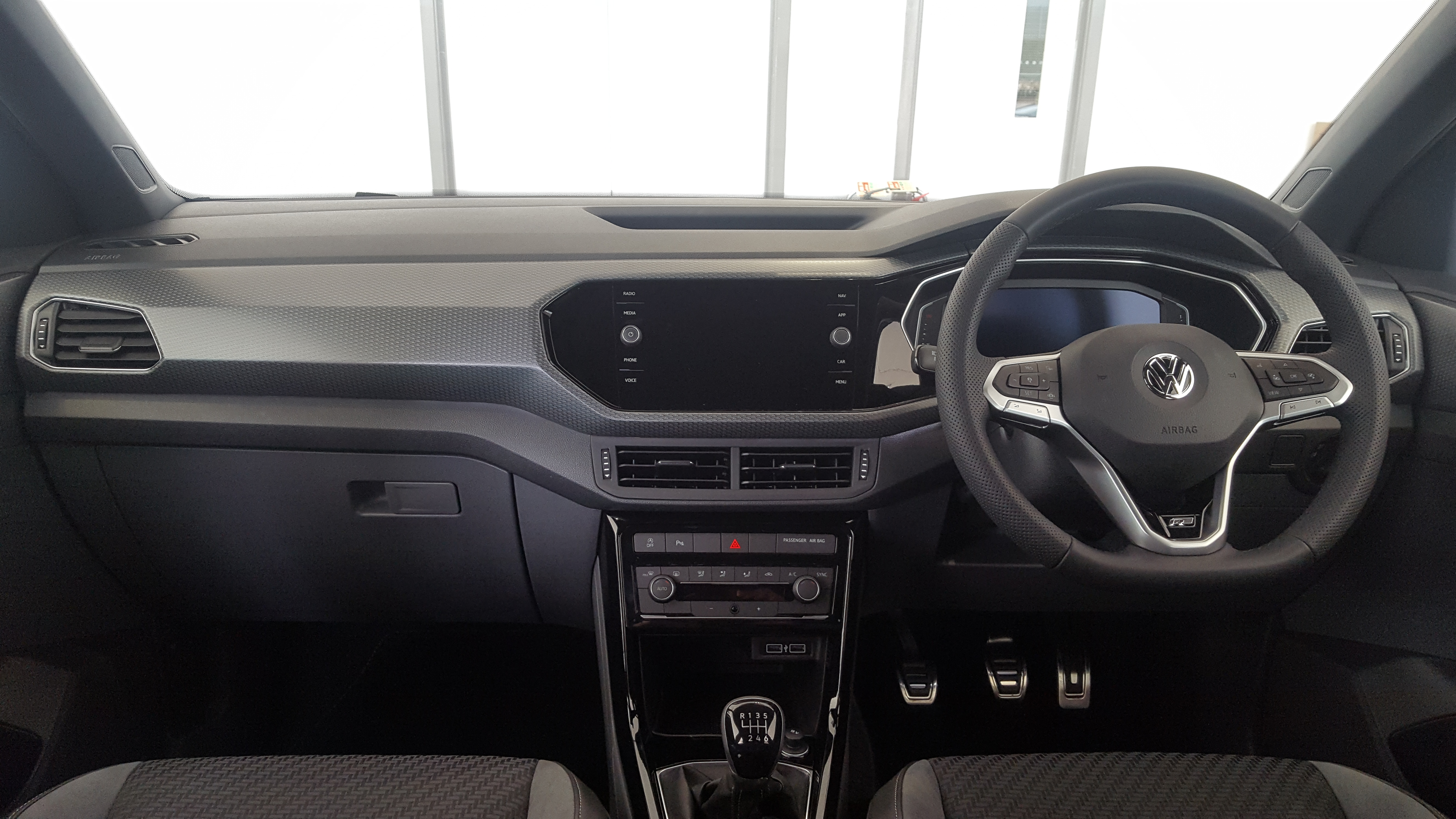
Intérieur

Il repose sur la plateforme MQB A0 qu'il partage avec la Polo, et mesure 4,11 mètres de long. Cette plateforme l'empêche techniquement de pouvoir proposer une transmission intégrale, c'est donc une traction à deux roues motrices, avec des jantes de 16 à 18 pouces.
Le T-Cross propose une banquette arrière fractionnable 2/3-1/3 coulissante d'un seul bloc sur 14 cm, faisant varier le volume du coffre de 385 à 455 dm3, il peut disposer d'un dossier passager avant rabattable en option sur certaines finitions, et sur sa planche de bord héritée de la Polo, il peut également recevoir l’écran "Active Info Display"  (dalle numérique) pour l'info-divertissement.
Comme son concurrent le Citroën C3 Aircross, il propose des phares avant sur deux étages avec une signature lumineuse sur la partie haute.

### Motorisations
Le T-Cross est motorisé à son lancement avec les groupes moto-propulseurs du groupe Volkswagen, à savoir :
- en essence le trois cylindres 1,0 L TSI en version 95 et 115 ch (puis dégonflé à 110 ch en 2021), puis il reçoit le 1,5 L TSI EVO en 150 ch en novembre 2019[9] ;
- en diesel il reçoit des blocs moteurs 1,6 L TDI 115 ch et 2,0 L TDI 150 ch jusqu'au 11 juin 2020 où Volkswagen annonce l'arrêt de la production des blocs diesel[10].

|                            | 1.0 TSI 95                   | 1.0 TSI 115                  | 1.0 TSI 115                   | 1.5 TSI Evo 150               | 1.6 TDI 95                  | 1.6 TDI 95                    |       |
| -------------------------- | ---------------------------- | ---------------------------- | ----------------------------- | ----------------------------- | --------------------------- | ----------------------------- | ----- |
| Moteur                     | 3 cylindres en ligne essence | 3 cylindres en ligne essence | 3 cylindres en ligne essence  | 4 cylindres en ligne essence  | 4 cylindres en ligne diesel | 4 cylindres en ligne diesel   |       |
| Admission                  | Turbocompressé               | Turbocompressé               | Turbocompressé                | Turbocompressé                | Turbocompressé              | Turbocompressé                |       |
| Cylindrée (cm3)            | 999                          | 999                          | 999                           | 1 498                         | 1 498                       | 1 598                         | 1 598 |
| Puissance maximale ch (kW) | 95 (70)                      | 115 (85)                     | 115 (85)                      | 150 (110)                     | 95 (70)                     | 95 (70)                       |       |
| au régime de (tr/min)      | 5 500                        | 5 500                        | 5 500                         | 5 000                         | 4 500                       | 4 500                         |       |
| Couple maximal (N m)       | 175                          | 200                          | 200                           | 250                           | 250                         | 250                           |       |
| au régime de (tr/min)      | 2 000 à 3 500                | 2 000 à 3 500                | 2 000 à 3 500                 | 1 500                         | 1 500 à 2 500               | 1 500 à 2 500                 |       |
| Boîte de vitesses          | Manuelle 5 rapports (BVM5)   | Manuelle 6 rapports (BVM6)   | Automatique 7 rapports (DSG7) | Automatique 7 rapports (DSG7) | Manuelle 5 rapports (BVM5)  | Automatique 7 rapports (DSG7) |       |
| Transmission               | Traction                     | Traction                     | Traction                      | Traction                      | Traction                    | Traction                      |       |
| Vitesse maximale (en km/h) | 180                          | 193                          | 193                           | 216                           | 180                         | 180                           |       |
| 0-100 km/h (en s)          | 11,5                         | 10,2                         | 10,2                          | 8,5                           | 11,9                        | 12,5                          |       |
| Consommation (en L/100 km) | 5,9/4,4/4,9                  | 5,7/4,4/4,9                  | 5,8/4,5/5,0                   | 6,5/4,3/5,1                   | 4,9/3,7/4,2                 | 4,6/3,9/4,2                   |       |
| Émissions de CO2 (en g/km) | 112                          | 112                          | 114                           | 109                           | 110                         | 110                           |       |
| Masse à vide (kg)          | 1 245                        | 1 255                        | 1 275                         |                               | 1 365                       | 1 385                         |       |
| Capacité du réservoir (L)  | 40                           | 40                           | 40                            | 40                            | 40                          | 40                            |       |
| Norme environnementale     | Euro 6d-Temp                 | Euro 6d-Temp                 | Euro 6d-Temp                  | Euro 6d-Temp                  | Euro 6d-Temp                | Euro 6d-Temp                  |       |

Données constructeurs (2019)

## Éléments de sécurité actifs disponibles dès les premiers niveaux de finitions
[Quand ?][Où ?]
- Front-Assist (détection radar avant / détection piétons)
- Régulateur ACC adaptatif (régulateur de vitesse Adaptative Cruise Control)
- Lane Assist (assistant maintien dans la voie)
- Détecteur de fatigue
- Pré-Safe Assist (prétensionneur de ceintures en cas de choc imminent)
- Hill Assist (aide démarrage en pente)

Options supplémentaires disponibles selon les versions :
- Light Assist (gestion des feux LED avant (code/phare))
- Park Pilot / Park Assist (radars de recul / aide au stationnement automatique)
- Caméra de recul

## Finitions
Finitions disponibles [Quand ?][Où ?]:
- T-Cross 
  - toutes les aides à la conduite citées plus haut + allumage automatique des phares + climatisation manuelle + système multimédia 17 cm
- T-Cross Lounge 
  - finition T-Cross + Jantes alliage 16 pouces + calandre chromée + barres de toit + écran tactile 20 cm + 4 haut-parleurs supplémentaires + volant cuir multi-fonction + 4 vitres électriques + système Multimédia + rétroviseur électrochrome
- T-Cross Carat (finition haut de gamme) 
  - finition Lounge + Jantes alliage 17 ou 18 pouces + Phares LED + climatisation auto Bi-zone + radars avant - arrière + GPS + système sans clé + "Active Info Display" + sièges chauffants + chargeur téléphone par induction + bouton start/stop + éclairage ambiance intérieur + rétroviseurs extérieurs réglables/rabattables électrique, dégivrants + détecteur angles morts
- T-Cross R-Line (finition haut de gamme avec ambiance sportive)
  - finition Carat + bas de caisse teinté + Jantes de couleur + tableau de bord bi-colore + sellerie bi-colore + logo R-Line sur la calandre et les ailes + seuils de portes siglés R-line
- T-Cross Lounge Business (finition réservée aux professionnels, disponible en 1.6 TDI 95 BVM5)
  - roue de secours allégée et compacte + climatiseur manuel + Park Pilot…

### Séries limitées / spéciales
Au lancement du modèle et pour la première année uniquement, le T-Cross reçoit une série limitée First Edition.
Série Spéciale "Beats Audio" : le constructeur propose l'intégration du système multimédia "beats", propulsé par "Beats Audio" (subwoofer en place de la roue de secours + 300 W de puissance), en option.

## International
Contrairement à la version européenne fabriquée à Pampelune, en Espagne, le T-Cross fabriqué dans le reste du monde est plus long (empattement et longueur totale). Malgré cela, le coffre de ces modèles internationaux est plus petit que celui du T-Cross commercialisé en Europe, l'emphase ayant été faite sur l'espace disponible aux places arrière du véhicule.

### Brésil

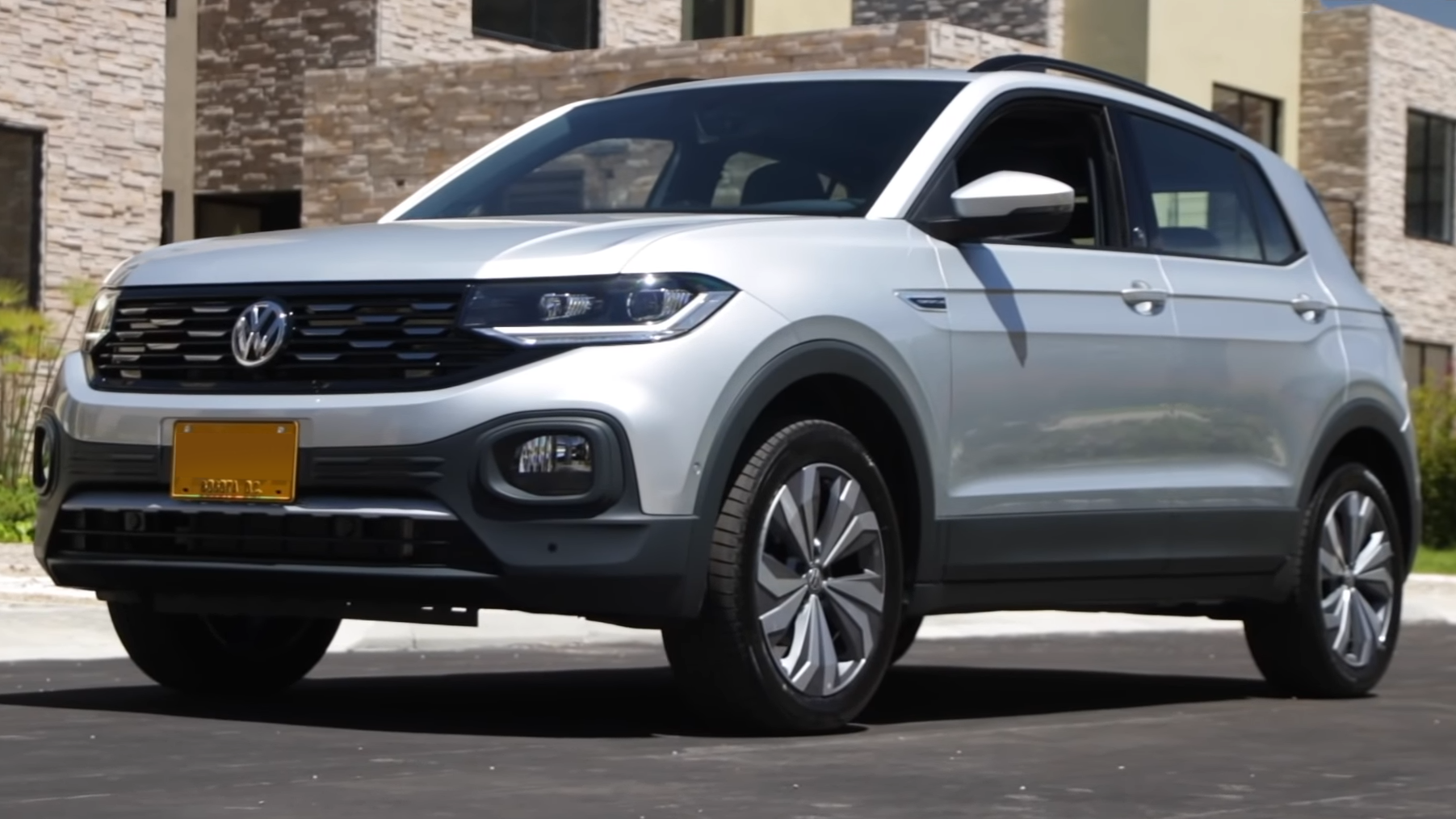
Volkswagen T-Cross (modèle brésilien).

Lancée au Brésil en avril 2019, la version locale du T-Cross partage son empattement allongé avec la berline Volkswagen Virtus, une Volkswagen Polo tricorps. En dehors de cet allongement, il se rapproche visuellement d'un T-Cross européen.
Il est exporté vers de nombreux pays d'Amérique latine, bien que le modèle fabriqué en Inde prenne ensuite le relai dans certains de ces pays.

### Chine
En Chine, le véhicule est commercialisé sous deux appellations :
- Volkswagen T-Cross, fabriqué par la coentreprise SAIC-VW à Anting (district de Jiading, Shanghai), commercialisé en avril 2019[14]. La face est différente du T-Cross européen.
- Volkswagen Tacqua, fabriqué par la coentreprise FAW-VW à Changchun, commercialisé en décembre 2019[15]. La face avant est reprise du T-Cross européen.

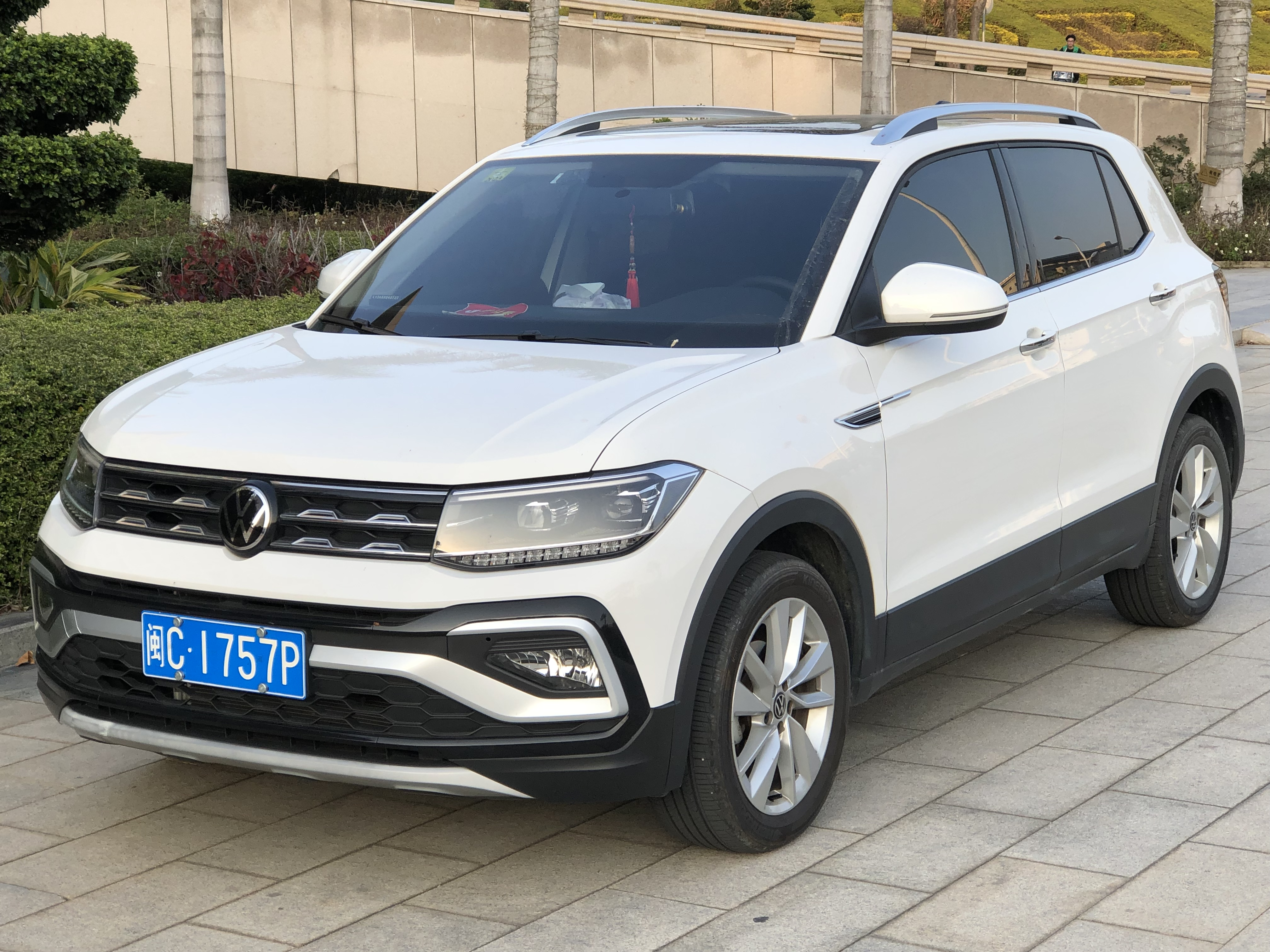
SAIC-Volkswagen T-Cross
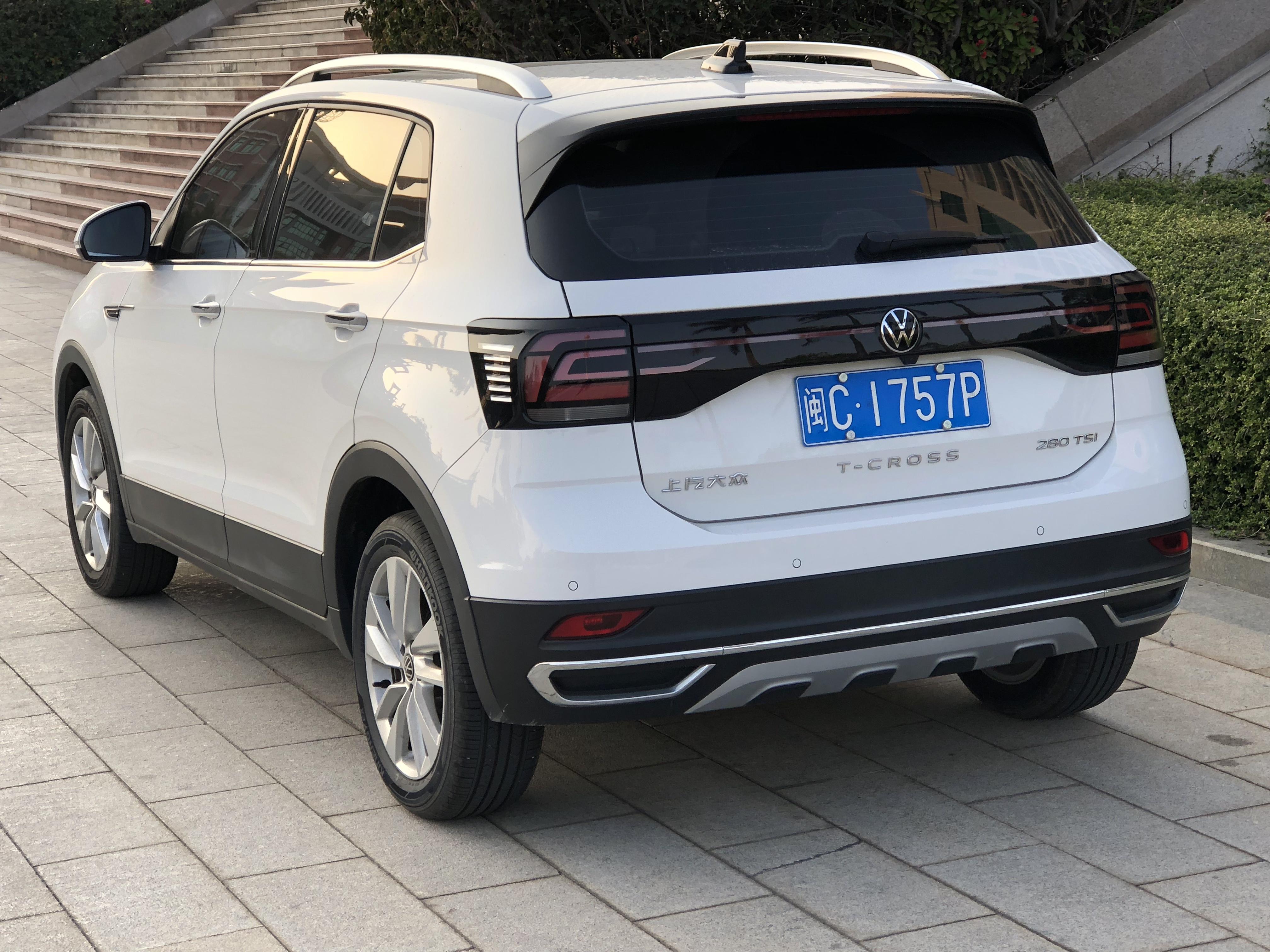
SAIC-Volkswagen T-Cross
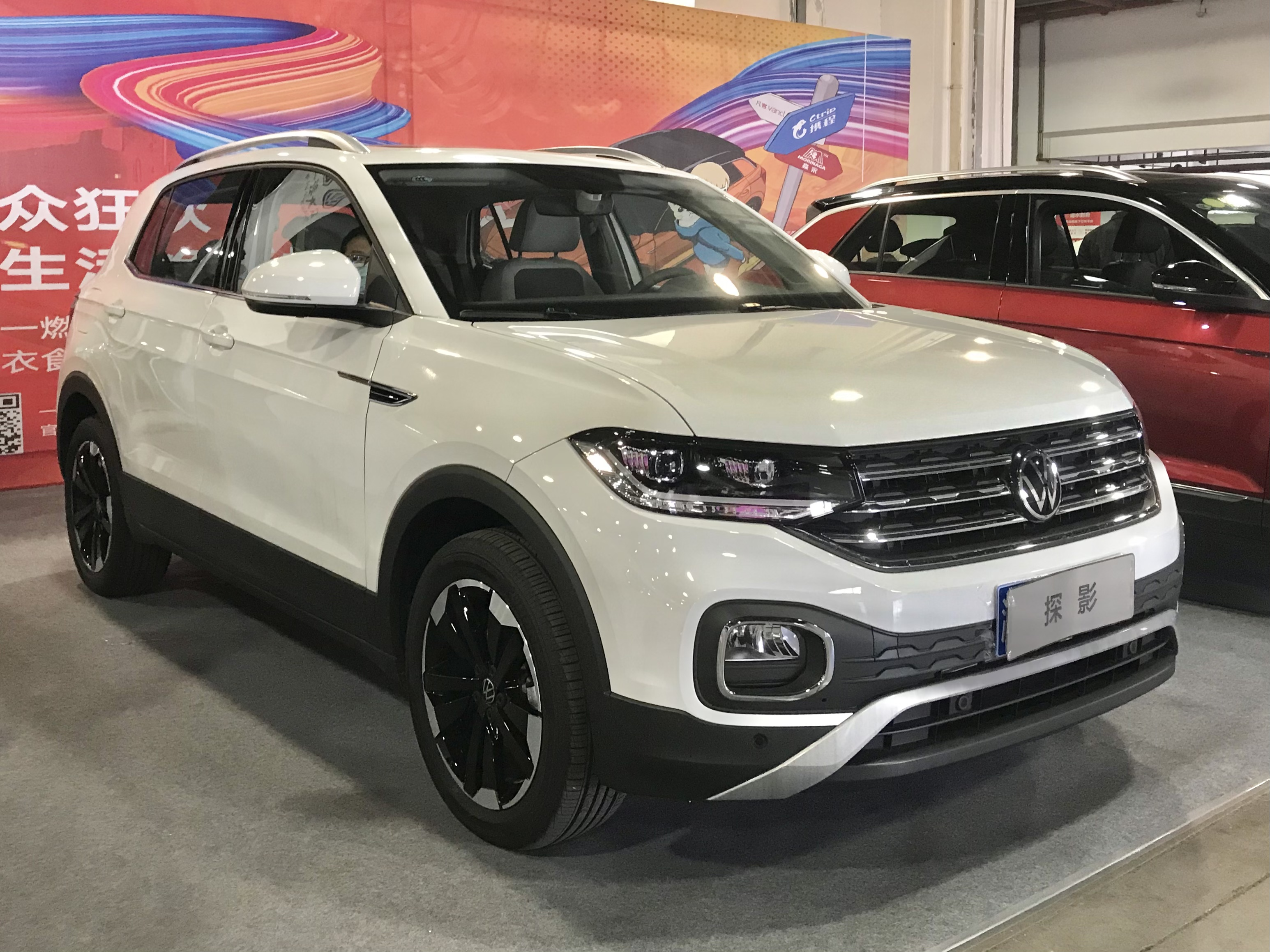
FAW-Volkswagen Tacqua
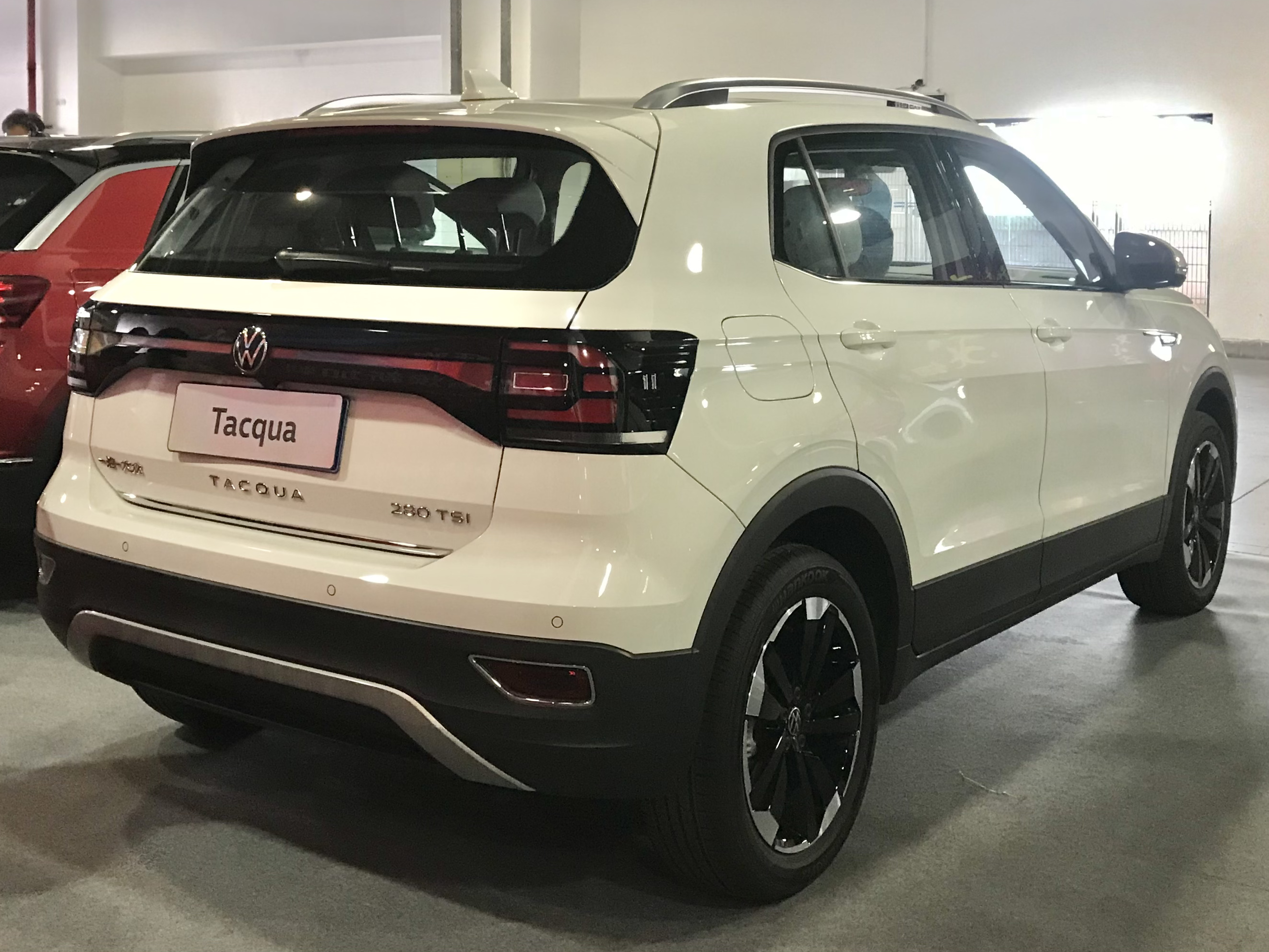
FAW-Volkswagen Tacqua

### Inde
Sur le marché indien, Volkswagen présente en février 2020 sous la forme d'un show car le Volkswagen Taigun. Il s'agit d'un T-Cross modifié, basé sur la plate-forme indienne des véhicules citadins du groupe VAG (MQB A0 IN). Son avant est repris du SAIC-VW T-Cross. Le design du montant C est revu. Le Taigun de série, quasi-identique au prototype, est présenté fin mars 2021, et il est commercialisé dès septembre 2021.
Le Taigun est exporté vers d'autres pays que l'Inde, notamment vers l'Indonésie, où il est vendu sous le nom Volkswagen T-Cross. C'est également le cas au Mexique à partir de 2022, où il remplace le T-Cross brésilien autrefois vendu sur place.

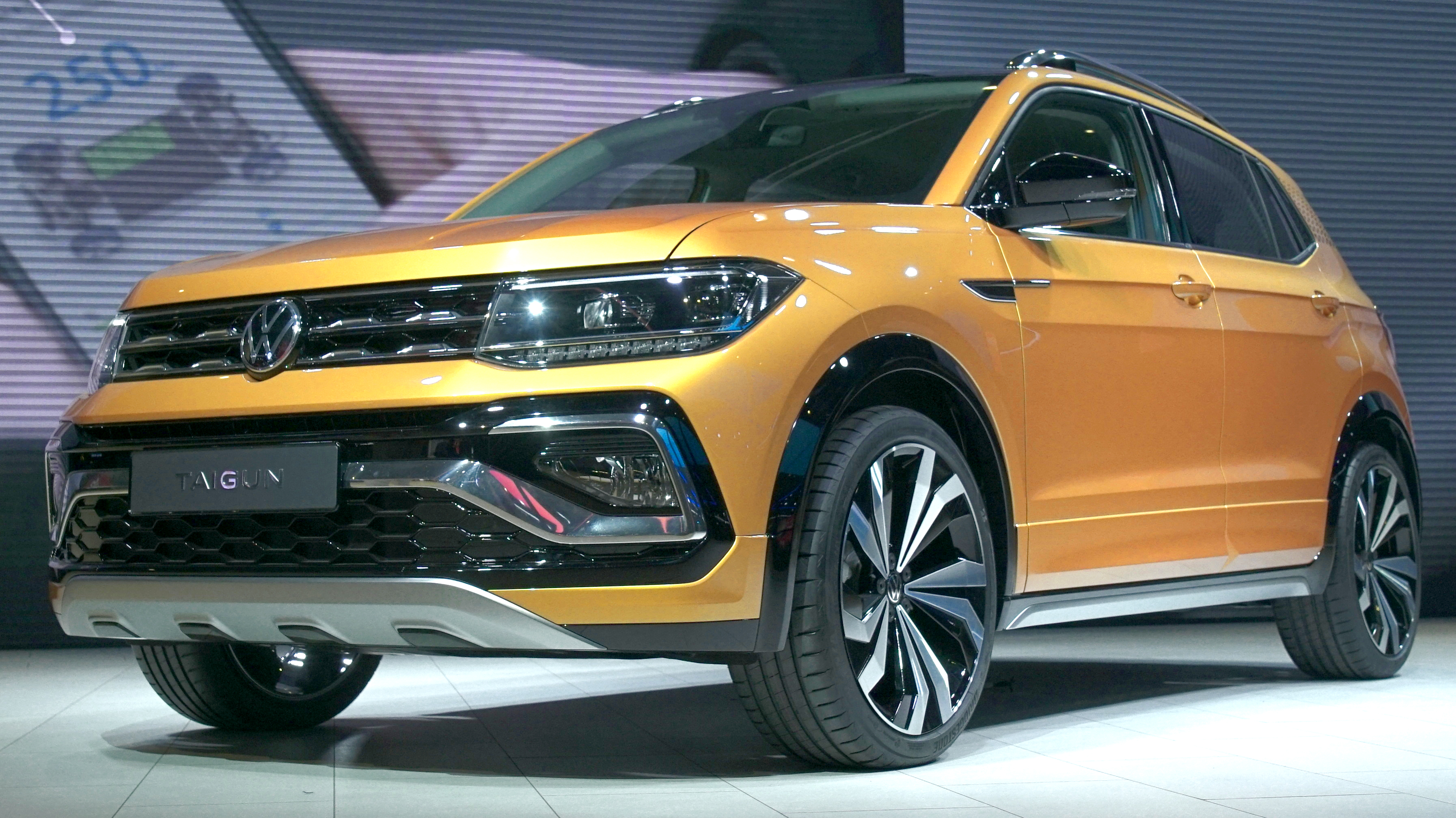
Volkswagen Taigun (show-car)
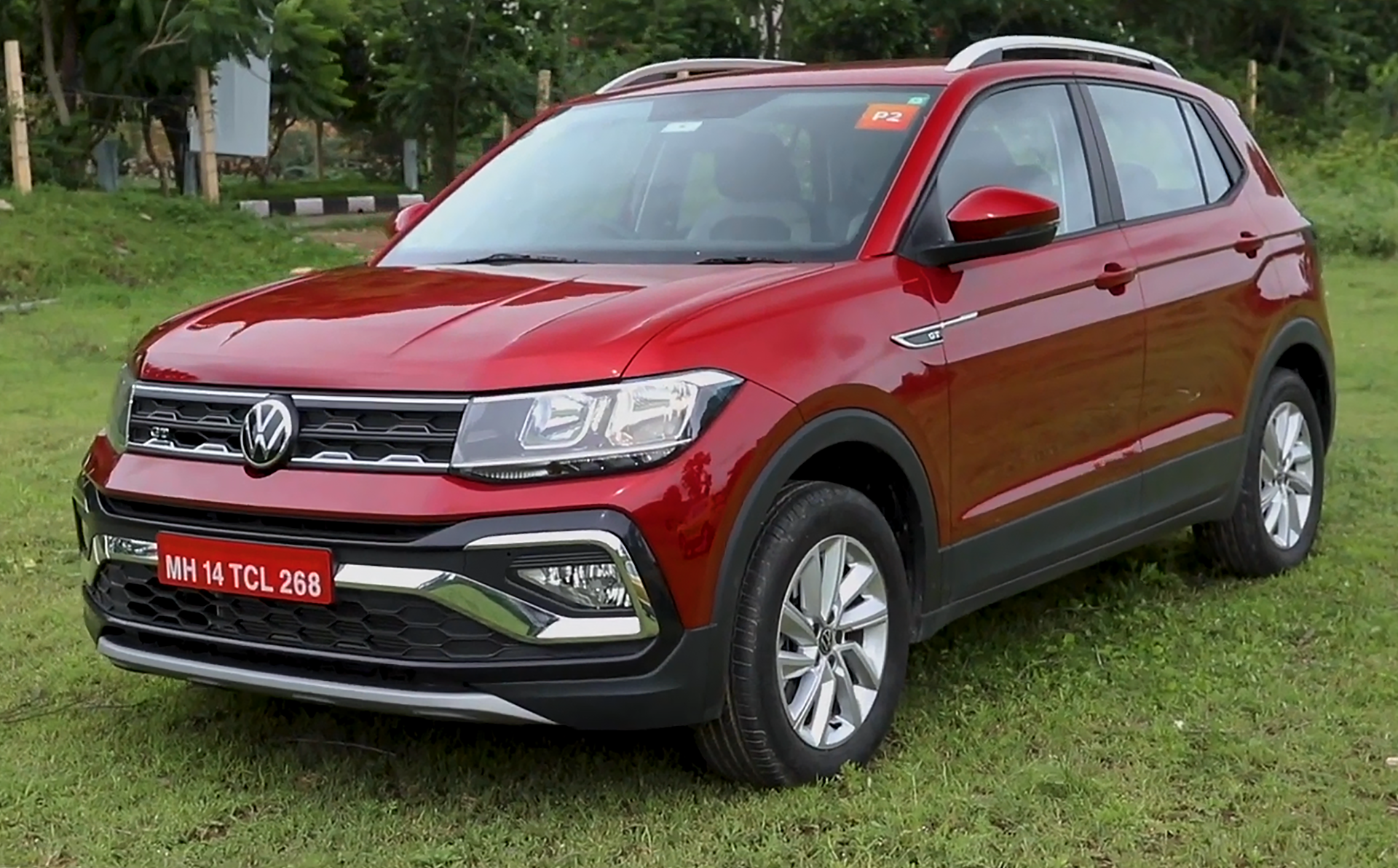
Volkswagen Taigun
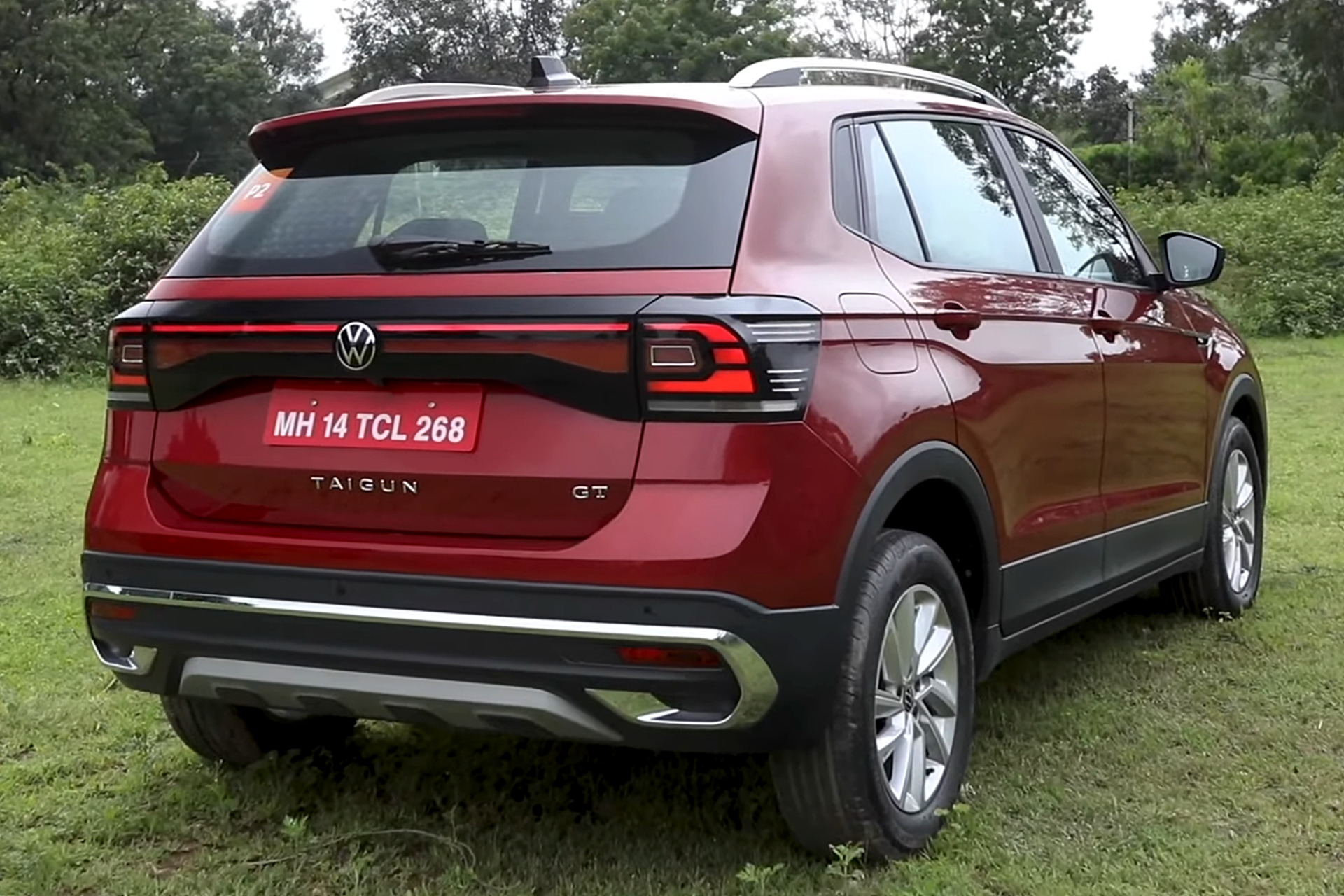
Volkswagen Taigun

## Ventes
| Année | Ventes  | Ventes  | Ventes  | Ventes | Ventes | Ventes  | Production totale |
| Année | Europe  | Turquie | Chine   | Chine  | Brésil | Mexique | Production totale |
| Année | Europe  | Turquie | T-Cross | Tacqua | Brésil | Mexique | Production totale |
| ----- | ------- | ------- | ------- | ------ | ------ | ------- | ----------------- |
| 2019  | 101,229 |         | 63,495  | 2,457  | 37,081 | 788     | 274,071           |
| 2020  | 113,320 |         | 44,523  | 30,908 | 60,124 | 5,961   | 285,824           |
| 2021  | 125,325 |         | 30,195  | 31,535 | 62,313 | 6,690   | 295,101           |
| 2022  |         | 4 573   |         |        | 65,190 | 7,965   |                   |

## Concept-car

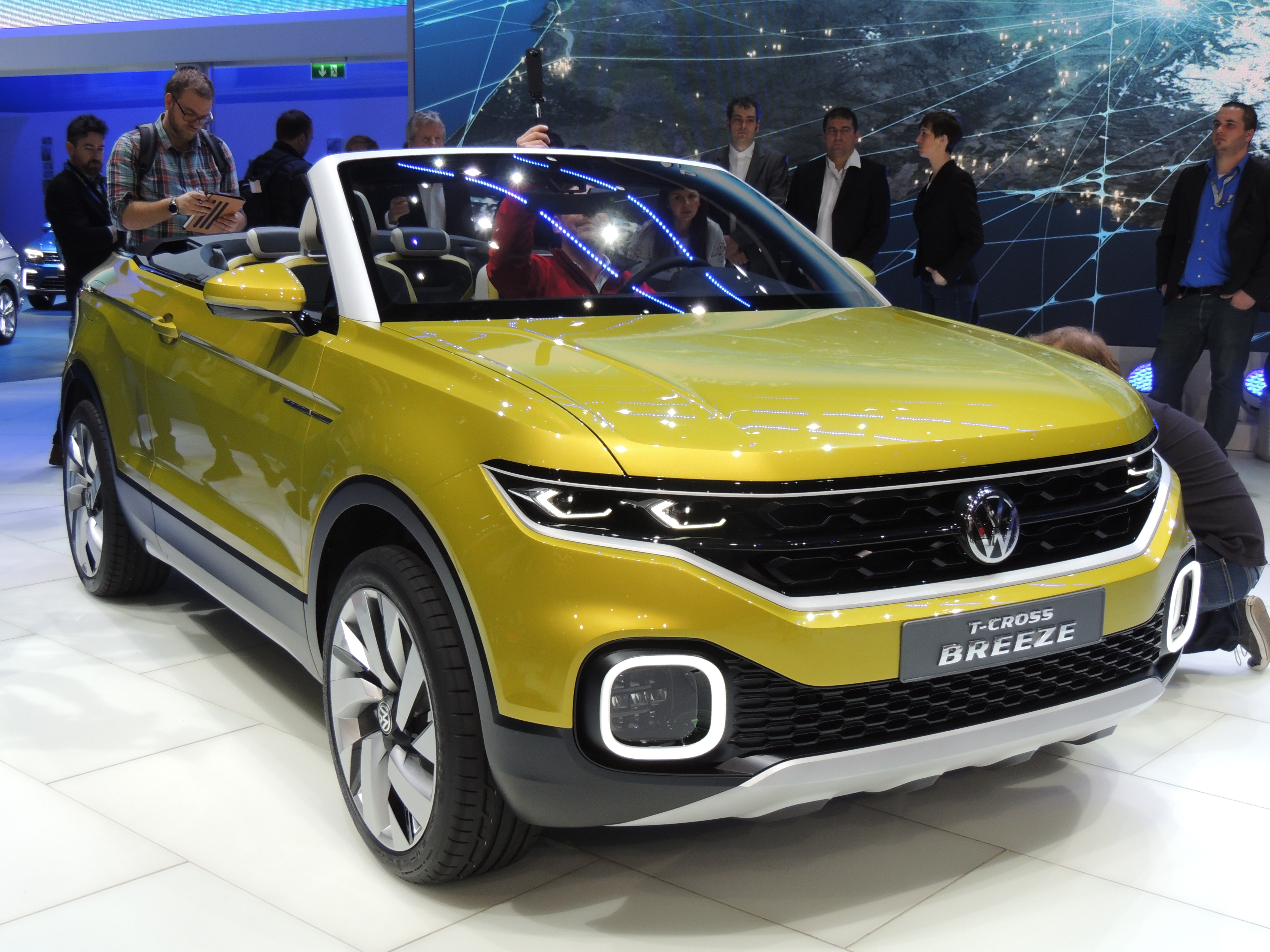
Volkswagen T-Cross Breeze concept.

Volkswagen a présenté le T-Cross Breeze Concept le 1er mars 2016 en Suisse au Salon international de l'automobile de Genève 2016. Celui-ci préfigure la version de série du T-Cross mais bien qu'il soit présenté dans une version cabriolet, la version de série du T-Cross 2019 sera un SUV urbain.